# شعب أبو النحاس

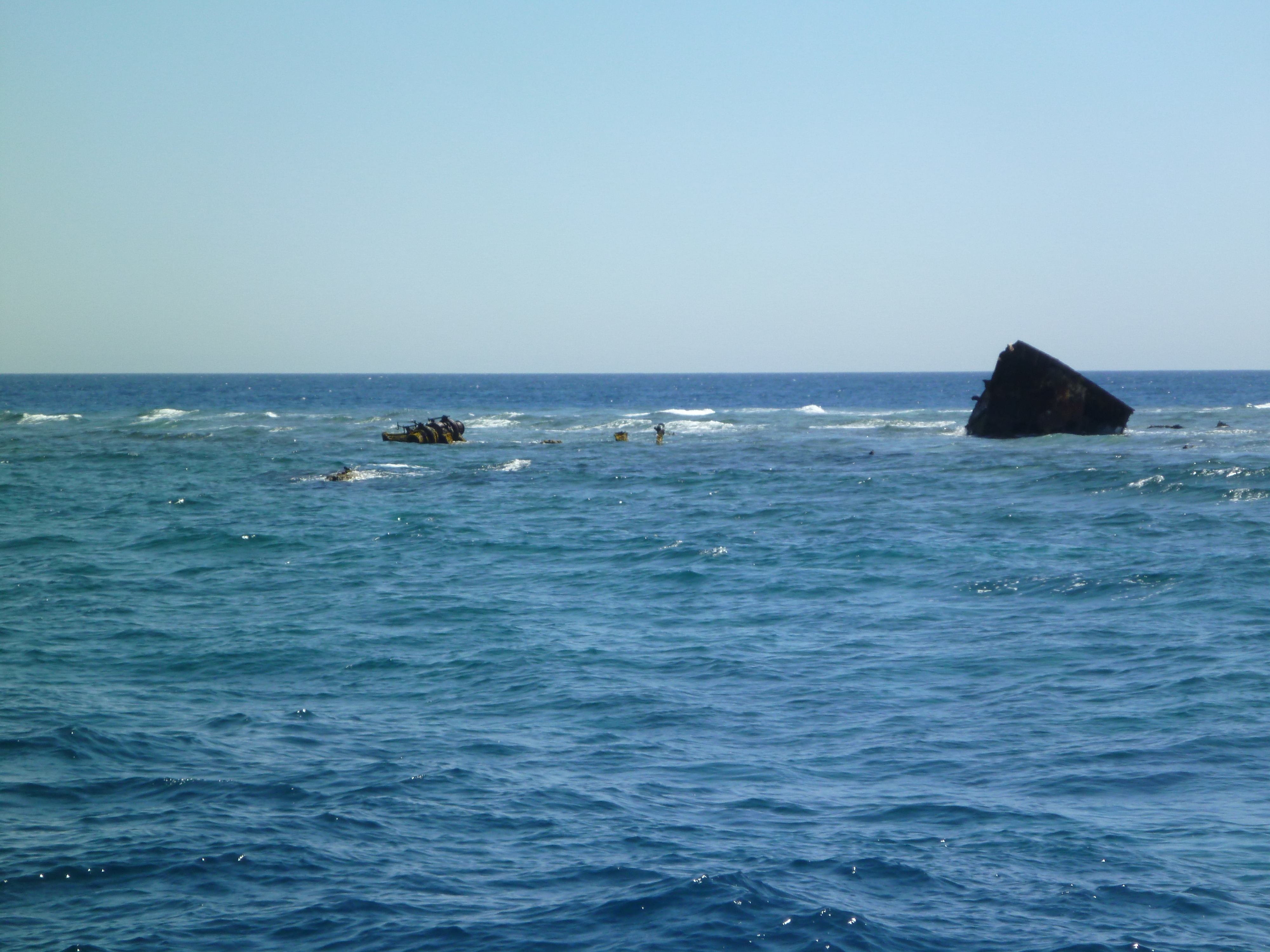
أجزاء من حطام السفينة "كيمون إم" في شعب أبو النحاس

شعب أبو النحاس هو شعاب مرجانية على شكل مثلث، تقع شمال غرب جزيرة شدوان في شمال البحر الأحمر قبالة الغردقة.
الشعاب المرجانية تشكل خطرا على سلامة الملاحة لأنها تتواجد على ممرات السفن، ويوجد في الموقع (على الأقل) سبعة من حطام السفن. ويشمل كل من السفن: «إس إس كارناتيك» (SS Carnatic) (غرقت عام 1896)، «كيمون إم» (Kimon M) (غرقت عام 1978)، «أولدن» (Olden) (غرقت عام 1987)، «تشريسولا كيه» (Chrisoula K) (غرقت عام 1981). و«غيانيس دي» (Giannis D) (غرقت عام 1983). الشعب وحطام السفن تحظى باهتمام وشعبية لمزوالي الغوص. حيث أن أربعة من حطام تلك السفن هي على عمق أكثر من 30 متر (98 قدم). اسم «أبو النحاس» أطلق على الشعب المرجانية بسبب أن حمولة إحدى السفن الغارقة كانت من مادة النحاس.